# Université Jagadguru Rambhadracharya pour les handicapés
L'université Jagadguru Rambhadracharya pour les handicapés (en hindi : जगद्गुरु रामभद्राचार्य विकलांग विश्वविद्यालय) est une université privée située dans la ville de Chitrakoot dans l'état de l'Uttar Pradesh en Inde,.

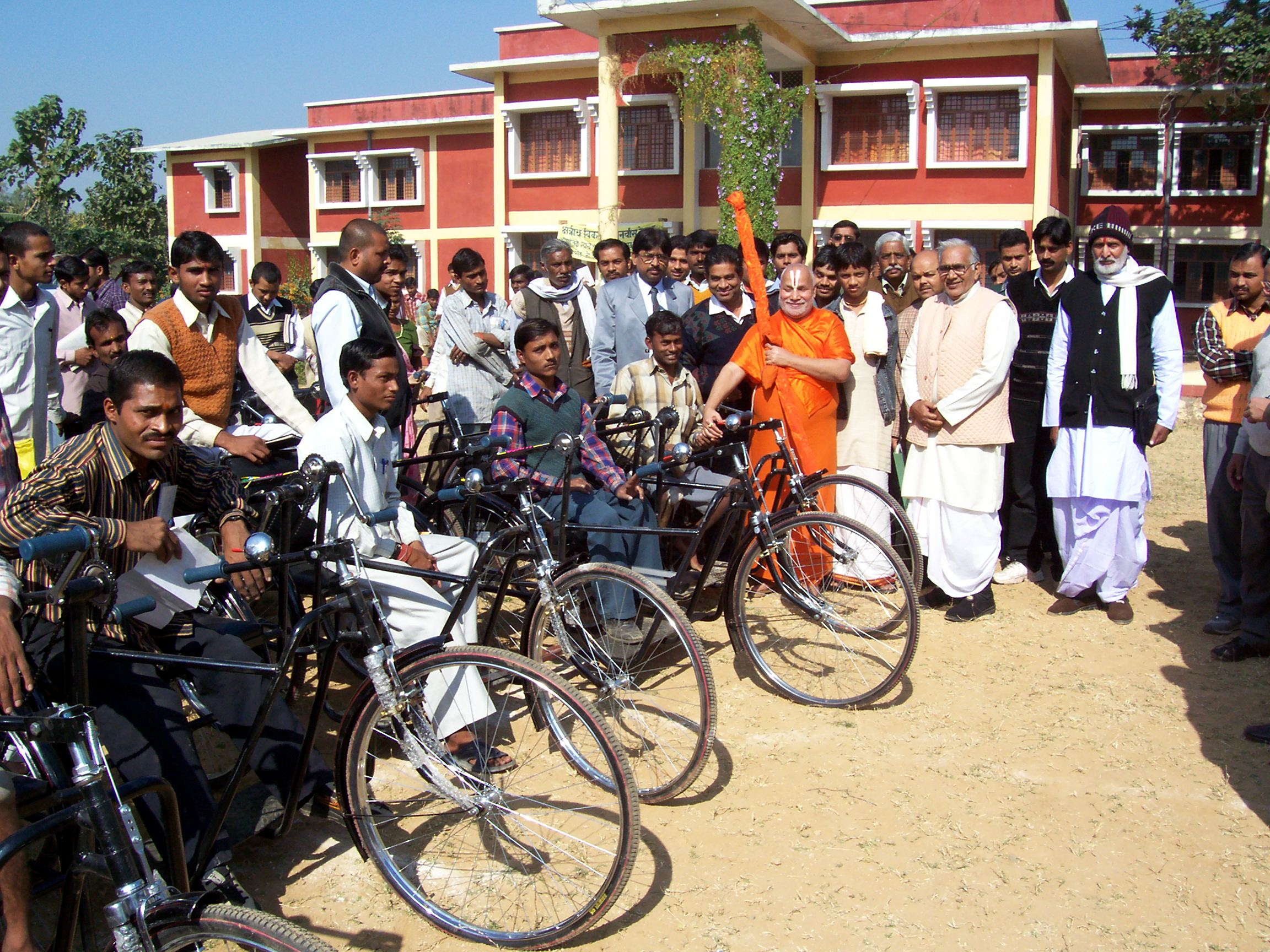
Le chancelier et des étudiants.

Elle est la seule université du monde réservée aux personnes handicapés.

## Histoire
Le 23 août 1996, Swami Rambhadracharya crée l'école Tulasi pour les aveugles à Chitrakoot,.
Ensuite il décide créer un institut d'enseignement supérieur réservé aux étudiants handicapés. Le 27 septembre 2001, il fonde l'Université Jagadguru Rambhadracharya pour les handicapés à Chitrakoot,,
.